# Lymantria mathura
Lymantria mathura là một loài côn trùng trong họ Erebidae. Loài này được Moore miêu tả khoa học đầu tiên năm 1865.
Đây là loài gây hại của cây Shorea robusta, phát triển phổ biến ở Ấn Độ.